# Noel Kempff Mercado nationalpark
Noel Kempff Mercado nationalpark är med en areal på 1 523 000 hektar, en av de största nationalparkerna i Amazonas. Den ligger i nordöstra delen av departementet Santa Cruz i Bolivia och på gränsen till Brasilien.
Nationalparken grundades 1979 under namnet Huanchaca nationalpark. Sitt nuvarande namn fick den 1988 under vilket år parken även utökades. Parken utökades ytterligare 1996.
Terrängen runt Noel Kempff Mercado National Park är platt åt nordväst, men åt sydost är den kuperad. Trakten är glest befolkad. Det finns inga samhällen i närheten.